# Нун-Кунь
Нун-Кунь (англ. Nun Kun) — гірський масив в Азії, з максимальною висотою 7135 м — розташований у західній частині гірської системи Гімалаїв, в Індії.

## Географія
Гірський масив Нун-Кунь розташований у хребті Занскар, що лежить в північно-західній частині гірської системи Гімалаїв. До масиву входять три основні вершини, з яких — дві незалежні гори Нун і Кун, з'єднані між собою 11-ти кілометровим S-подібним хребтом. Адміністративно масив лежить практично в центральній частині індійського штату Джамму та Кашмір, на крайній півночі Індії.

### Нун
Найвища вершина масиву: Нун (Головна), розташована в південно-західній частині масиву. Абсолютна висота гори 7135 метрів над рівнем моря. Відносна висота — 2404 м, з найвищим сідлом — 4731 м. Топографічна ізоляція вершини відносно найближчої вищої гори K6 (7282 м) — становить 166,68 км.

### Кун
Друга за висотою вершина масиву: Кун, розташована в західному відрозі північної частині масиву. Абсолютна висота гори 7077 метрів над рівнем моря. Відносна висота — 997 м, з найвищим сідлом — 6080 м. Топографічна ізоляція вершини відносно найближчої вищої гори Нун (7135 м) — становить 4,76 км.

### Пік Пінакл
Третя за висотою вершина масиву: пік Пінакл, розташована в північно-східній частині масиву. Абсолютна висота вершини 6930 метрів над рівнем моря. Відносна висота — 470 м, з найвищим сідлом — 6460 м. Топографічна ізоляція вершини відносно найближчої вищої гори Кун (7077 м), яка розташована від піку на захід — південний захід — становить 2,14 км.

## Дослідження та підкорення
Раннє, відоме вивчення масиву відбулося з дослідження у 1898 році, та три відвідування Артура Неве в 1902, 1904 та 1910 роках. У 1903 році голландський альпініст доктор Г. Сіллем досліджував масив і відкрив високе плато між вершинами; він досяг висоти 6400 м на горі Нун. У 1906 році відома дослідницька сімейна пара Фанні Баллок та її чоловік Вільям Гантер Воркмени заявили, що піднялися на пік Пінакл. Вони також довгий час подорожували масивом і виготовили його карту; однак суперечки спеціалістів відносно праці дослідників, і низька її оцінка, не сприяли використанню цієї карти.
Після безуспішних спроб піднятися на гору в 1934, 1937 та 1946 роках, перший успішний підйом на вершину Нун був здійснений у 1953 році французько-швейцарсько-індійсько-шерпською командою під керівництвом Бернарда П'єра та П'єра Вітоза, через західний хребет. На саму вершину піднялися П'єр Віттоз, моравський місіонер в Тибеті і досвідчений альпініст, та Клавдія Коган — новаторка жіночого альпінізму. З тих пір були започатковані інші маршрути підйомів. Через північно-західний схил піднялися 27 жовтня і 28 вересня 1976 року сім екіпажів з чеської експедиції під керівництвом Ф. Чайки. Перший британський підйом був здійснений Стівом Беррі та його друзями через східний хребет у 1981 році (його батько намагався підкорити вершину Нун у 1946 році).
Італійський альпініст Маріо П'яченца здійснив перший підйом на Кун у 1913 році через північно-східний хребет. П'ятдесят вісім років пройшли до другої офіційної спроби підкорення піку, що призвело до успішного підйому експедиції зі складу індійської армії.
Найпопулярніший маршрут підйому на масив можна здійснити з дороги, що з'єднує міста Каргіл та Лех.

## Галерея

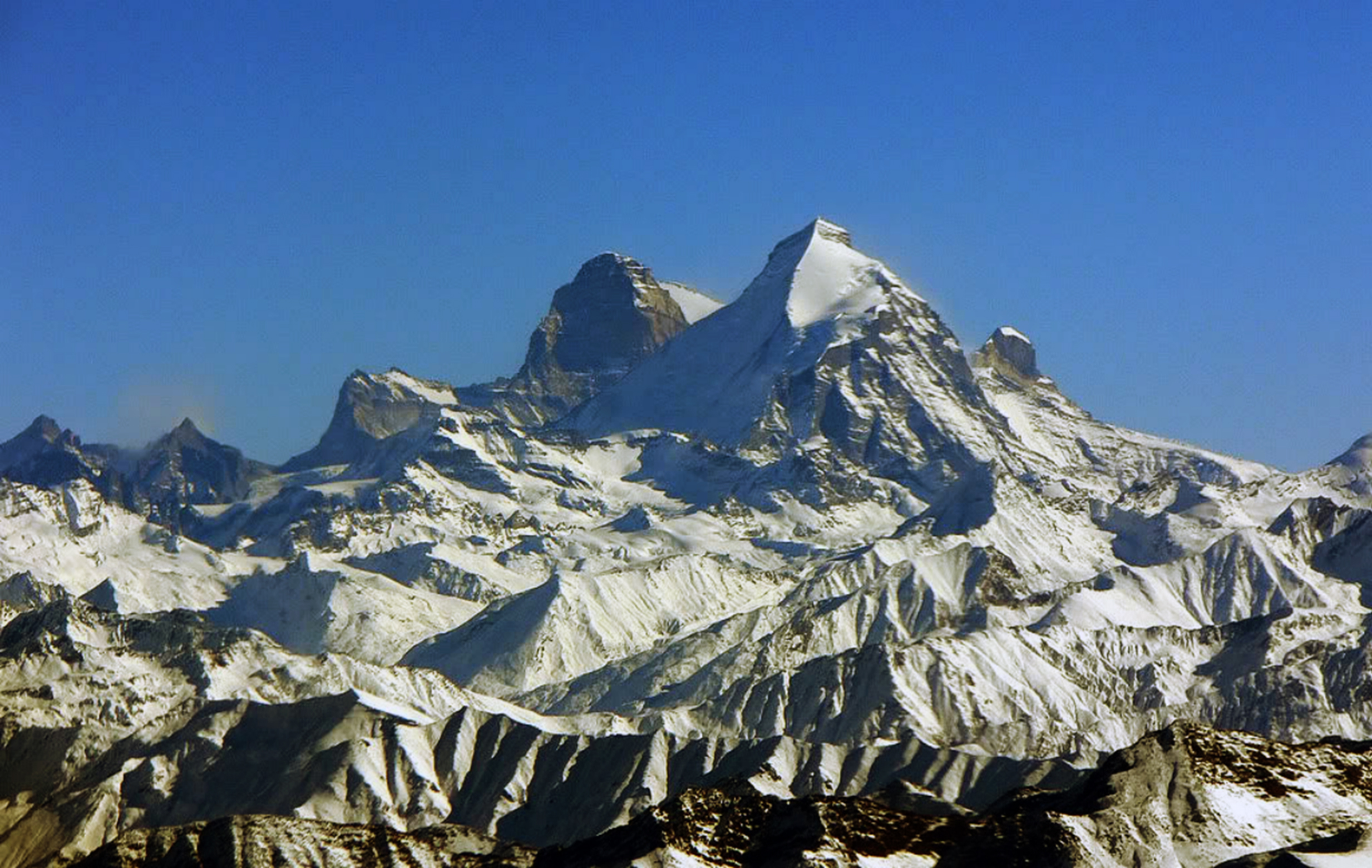
Масий Нун-Кунь: Нун (праворуч) Кун (ліворуч)
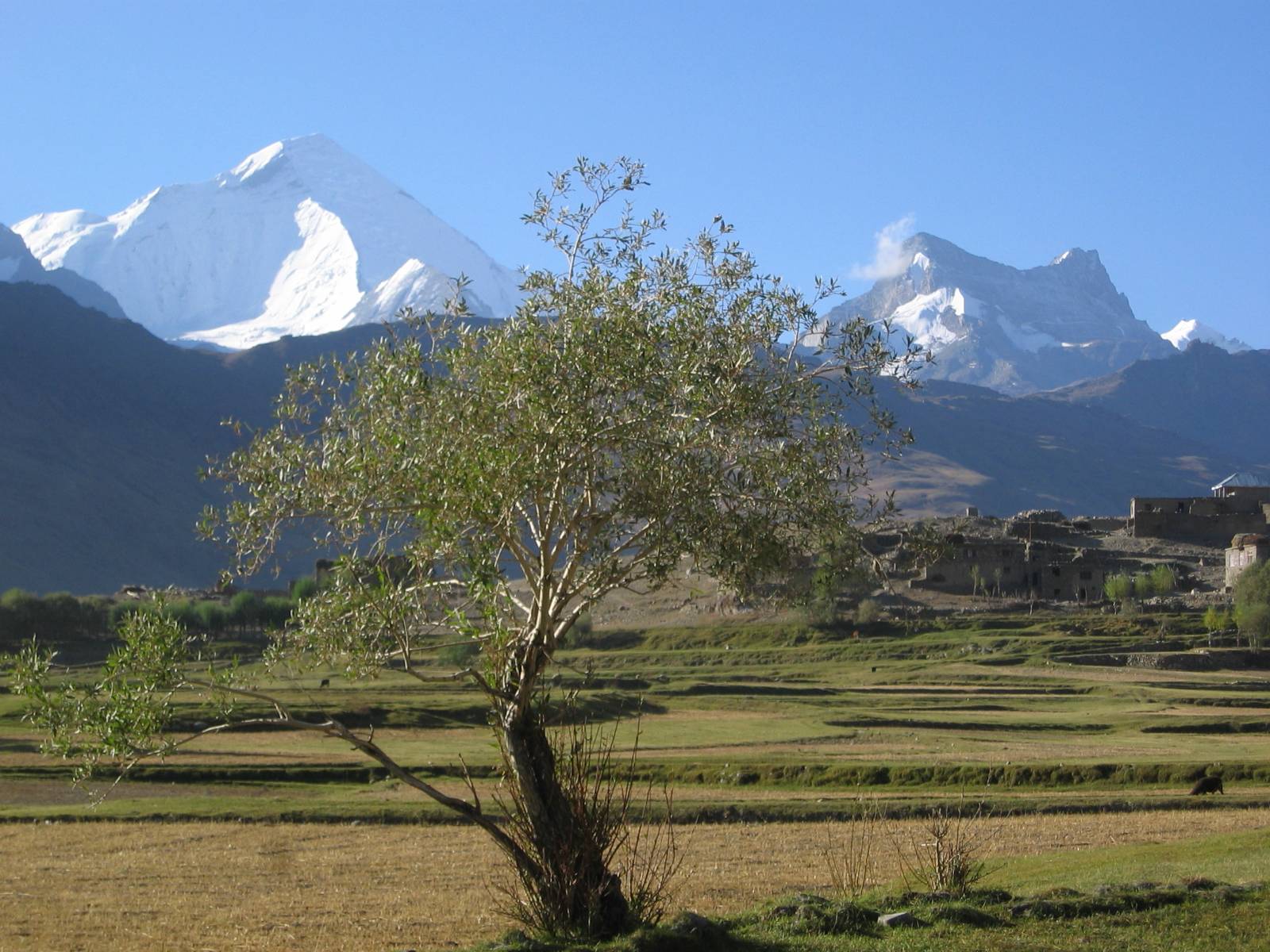
Масий Нун-Кунь: Нун (ліворуч)
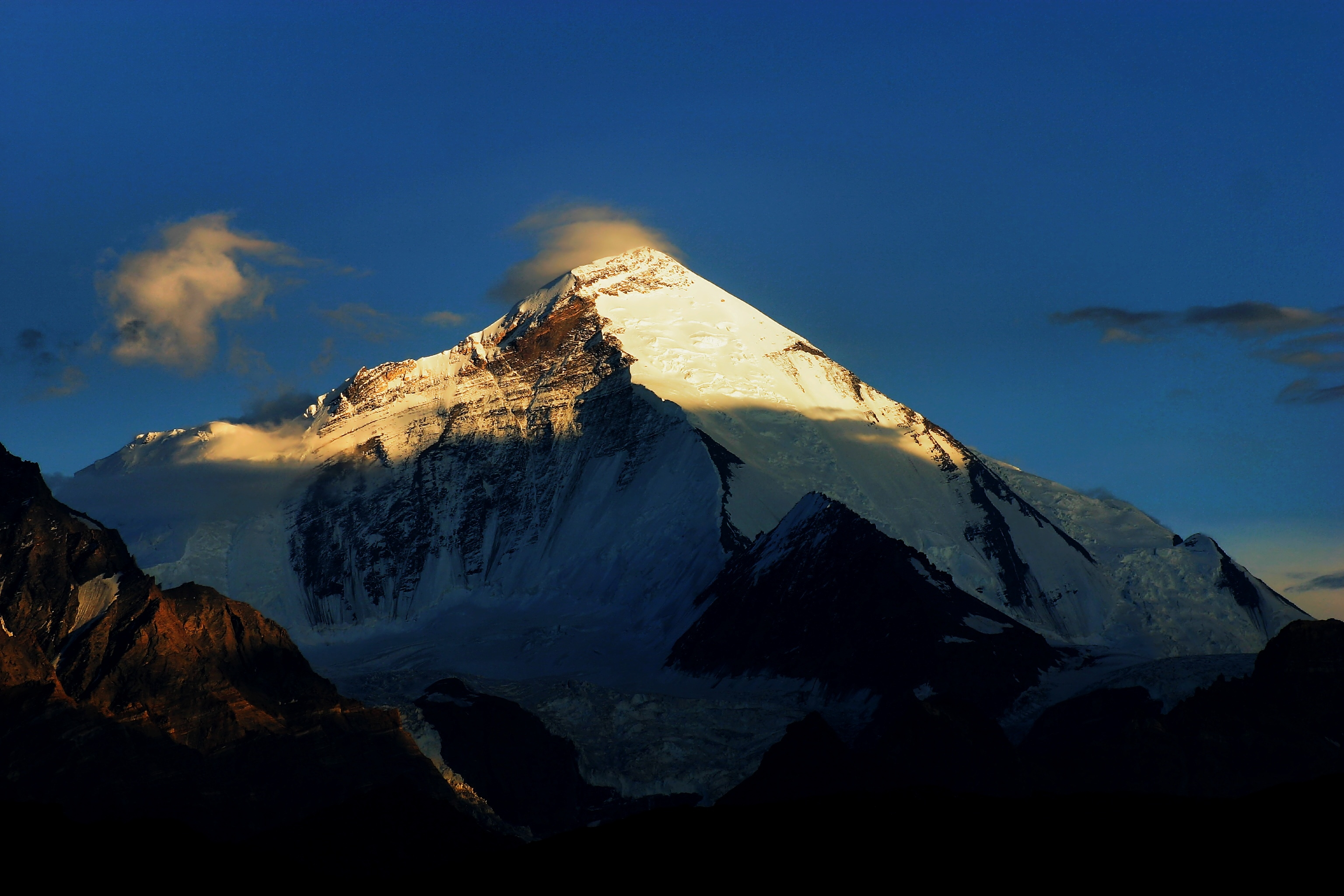
Гора Нун